# Felicita Kalinšek
Felicita (Terezija) Kalinšek, slovenska redovnica, avtorica Slovenske kuharice, * 5. september 1865, Podgorje pri Kamniku, † 21. september 1937, Ljubljana.

## Mladost
Sestra Felicita se je rodila kot Terezija Kalinšek očetu Tomažu in materi Uršuli, rojeni Kern. Oče je kmalu umrl in mati je ostala sama s šestimi otroki. Mati je bila pobožna, kot vdova pa se je morala priučiti tudi odločnosti. 
Tri Uršuline hčerke so se odločile za redovniško pot, vse v kongregaciji šolskih sester. Najprej je redovnica postala najmlajša, Marija. Pozneje znana kot sestra Ladislava je bila ustanoviteljica splitskega oddelka šolskih sester. Druga sestra je prevzela ime Perpetua. Terezija je v noviciat pri šolskih sestrah v Mariboru vstopila leta 1892, leta 1893 je položila prve, leta 1896 še večne obljube.

## Učiteljica kuhanja
Kranjska kmetijska družba je leta 1898 v Ljubljani ustanovila gospodinjsko šolo. Potrebovali so šolsko osebje, sestre so jim iz Maribora poslale tedaj triintridesetletno Felicito Kalinšek. Kot učiteljica kuhanja je tako delovala vse do svoje smrti. Poučevala je dekleta iz premožnih meščanskih družin, oskrbovala je škofovo jedilnico.

## Slovenska kuharica
Felicita je tako uspešno opravljala svoje delo, da so ji kmalu po selitvi v Ljubljano ponudili pripravo ponovne izdaje Slovenske kuharice avtorice Magdalene Pleiweis. Knjiga je prvič izšla leta 1868, do leta 1902 so jo natisnili še petkrat. Felicita je priročnik dopolnila in uredila, v šesti izdaji se tako poleg avtoričinega pojavi tudi njeno ime. Prvotno izdajo je dopolnila tudi z gostobesednim slogom in humorjem.
S svojim delom je že za časa svojega življenja dosegla slavo, že tedaj so jo Kamničani šteli med znamenite rojake. Umrla je leta 1937 v Ljubljani.